# Regering onder koning Willem II
Het bewind van de nieuwe koning verschilde aanvankelijk niet zo veel van dat van zijn vader. Ook Willem II had veel invloed op het bestuur en bemoeide zich met allerlei detailzaken. Bovendien was er -net als onder het bewind van zijn vader- veel kritiek op het financiële beleid. De koning hield lange tijd grote democratische hervorming tegen, en wenste zeker geen grotere invloed van de Tweede Kamer op het bestuur. Wel nam het gewicht van de ministers binnen de regering toe, doordat vanaf begin 1842 een wekelijkse ministerraad werd gehouden. Voorzitter was de koning, maar er was ook een "eerste minister": Floris Adriaan van Hall.
Toen echter begin 1848 in Duitsland en Frankrijk revoluties uitbraken, wijzigde hij (in één nacht) van standpunt. Buiten zijn ministers om vroeg hij de Tweede Kamervoorzitter om advies. Er werd vervolgens een Grondwetscommissie ingesteld onder leiding van de liberaal Thorbecke. Die commissie kwam met ingrijpende wijzigingen. De nieuwe Grondwet van toen is de basis van ons huidige parlementair stelsel. Op 17 maart 1849, vier maanden nadat de Grondwetsherziening tot stand was gekomen, overleed Willem II.

## Ministers
- Secretaris van Staat: Hendrik Jacob baron van Doorn van Westcapelle (conservatief voor 1848), van 7 oktober 1840 tot 20 oktober 1840
- Minister van Buitenlandse Zaken:
  - Johan Gijsbert baron Verstolk van Soelen (conservatief voor 1848), van 7 oktober 1840 tot 13 september 1841
  - Hugo baron van Zuylen van Nijevelt (conservatief voor 1848) a.i., van 13 september 1841 tot 6 oktober 1841
  - Jan Willem baron Huyssen van Kattendijke (conservatief voor 1848), van 6 oktober 1841 tot 21 september 1843
  - Willem Anne baron Schimmelpenninck van der Oye (conservatief voor 1848) a.i., van 21 september 1843 tot 15 oktober 1843
  - James Albert Henry de la Sarraz (conservatief voor 1848), van 15 oktober 1843 tot 1 januari 1848
  - Lodewijk Napoleon graaf van Randwijck (conservatief voor 1848), van 1 januari 1848 tot 25 maart 1848
- Minister van Justitie:
  - Cornelis Felix van Maanen (conservatief voor 1848), van 7 oktober 1840 tot 1 april 1842
  - Floris Adriaan baron van Hall (moderaat voor 1813), van 1 april 1842 tot 7 maart 1844
  - Marinus Willem de Jonge van Campensnieuwland (conservatief voor 1848) a.i., van 7 maart 1844 tot 1 augustus 1844
  - Marinus Willem de Jonge van Campensnieuwland (conservatief voor 1848), van 1 augustus 1844 tot 19 maart 1848
- Minister van Binnenlandse Zaken:
  - Hendrik Merkus baron de Kock (conservatief voor 1848), van 7 oktober 1840 tot 1 juni 1841
  - Willem Anne baron Schimmelpenninck van der Oye (conservatief voor 1848), van 1 juni 1841 tot 15 februari 1846
  - Johan Adriaan van der Heim van Duivendijke (conservatief voor 1848) a.i., van 15 februari 1846 tot 1 juni 1846
  - Cornelis Vollenhoven (geen pol. stroming) a.i., van 1 juni 1846 tot 12 oktober 1846
  - Lodewijk Napoleon graaf van Randwijck (conservatief voor 1848), van 12 oktober 1846 tot 1 januari 1848
  - Johan Adriaan van der Heim van Duivendijke (conservatief voor 1848), van 1 januari 1848 tot 25 maart 1848
- Minister van Financiën:
  - Jan Jacob Rochussen (conservatief voor 1848), van 7 oktober 1840 tot 25 juni 1843
  - Johan Adriaan van der Heim van Duivendijke (conservatief voor 1848), van 25 juni 1843 tot 22 september 1843
  - Floris Adriaan baron van Hall (moderaat voor 1813) a.i., van 22 september 1843 tot 7 maart 1844
  - Floris Adriaan baron van Hall (moderaat voor 1813), van 7 maart 1844 tot 1 januari 1848
  - Willem Louis Frederik Christiaan van Rappard (conservatief voor 1848), van 1 januari 1848 tot 25 maart 1848
- Minister van Oorlog:
  - Abraham Schuurman (conservatief voor 1848), van 7 oktober 1840 tot 1 november 1840
  - Frederik Carel List (conservatief voor 1848), van 1 november 1840 tot 25 maart 1848
- Minister van Marine en Koloniën: Jean Chrétien Baud (conservatief voor 1848), van 7 oktober 1840 tot 1 januari 1842
- Minister van Marine: Jacques Jean Quarles van Ufford (geen pol. stroming) a.i., van 1 januari 1842 tot 2 juni 1842
- Minister van Koloniën: Jean Chrétien Baud (conservatief voor 1848), van 1 januari 1842 tot 25 maart 1848
- Minister van Zaken der rooms-katholieke Eredienst:
  - François Joseph Marie Thérèse baron de Pélichy de Lichtervelde (conservatief voor 1848), van 18 oktober 1843 tot 24 november 1844
  - Joannes Cornelis Willemse (geen pol. stroming) a.i., van 24 november 1844 tot 15 januari 1845
  - Jan Baptist van Son (conservatief voor 1848) a.i., van 16 december 1844 tot 21 augustus 1845
  - Jan Baptist van Son (conservatief voor 1848), van 21 augustus 1845 tot 25 maart 1848
- Minister van Zaken der Hervormde en andere Eredienst, die der R.K. uitgezonderd: Hugo baron van Zuylen van Nijevelt, van 1 maart 1842 tot 25 maart 1848